# La trilogia de Nikopol
La trilogia de Nikopol és un conjunt de tres còmics de ciència-ficció realitzats per l'autor d'origen iugoslau Enki Bilal entre 1980 i 1993.
La trilogia, publicada inicialment en francès, inclou La foire aux immortels (lit. La fira dels immortals), La Femme piège (lit. La dona trampa) i Froid Équateur (lit. Equador fred), que el 1995 foren recopilats en un únic volum anomenat La Trilogie Nikopol. El 1999 La Trilogia de Nikopol fou publicada en anglès per Les Humanoïdes Associés i el 2018 en castellà per Norma.
La trilogia de Nikopol és considerada com una de les obres de ciència-ficció més originals de tots els temps. En el seu moment va contribuir decididament a revolucionar els recursos narratius de l'art del còmic i va renovar el còmic dels anys vuitanta, esdevenint un clàssic.

## Trama
La història, que barreja ciència-ficció amb poesia, s'ubica a una futurista París de 2023, i segueix les aventures d'Alcide Nikopol, el qual retorna després d'una sentència que l'havia condemnat a passar 30 anys orbitant a la Terra. Al retornar, es troba amb una França sota un règim feixista que provoca dues guerres nuclears. És també en aquest moment que el camí d'Alcide Nikopol es creua amb el del déu egipci Horus de Hieraknopolis, una divinitat rebel que s'escapa de la tutela dels seus, començant a interferir en la vida dels humans, i concrectament del rebel i contestatari Alcide Nikopol, molt fanàtic de Baudelaire. Horus també interfereix en la vida del fill de Nikopol, que en el present té la mateixa edat que el seu pare. Les aventures de la triologia passen de París fins a l'Àfrica Central, passant per Berlín.

## Altres mitjans
Poètic, divertit i surrealista, també va inspirar la pel·lícula Immortel, ad vitam, dirigida per Enki Bilal, i el videojoc Nikopol: Secrets of the Immortals, produït per l'estudi White Birds Productions sota la seva supervisió.

## Curiositats
A Froid Équateur, el personatge es lliura a una competició de boxa d'escacs. Des que Enki Bilal va introduir aquesta idea en una historieta de ficció, la disciplina s'ha posat a prova en la realitat.